# Conjugată (radicali)
În matematică, conjugata unei expresii de forma {\displaystyle a+b{\sqrt {d}}} este {\displaystyle a-b{\sqrt {d}},} cu condiția ca {\displaystyle {\sqrt {d}}} să nu apară în a și  b. Se spune că cele două expresii sunt conjugate. În special, conjugata unei rădăcini a unui polinom de gradul doi este cealaltă rădăcină, obținută prin schimbarea semnului rădăcinii pătrate care apare în formula pentru rezolvarea ecuației de gradul al doilea.
Conjugata complexă este cazul particular în care radicalul este un număr imaginar (multiplu de {\displaystyle i={\sqrt {-1}}}).

## Definiție
O expresie care conține radicali este conjugata unei alte expresii care conține radicali dacă produsul acestor expresii se poate scrie fără radicali. Se spune despre cele două expresii că sunt conjugate.</ref name=N127>Constantin Năstăsescu, Constantin Niță, Gheorghe Rizescu, Matematică: Algebră, Manul pentru clasa a IX-a, București: Ed, Didactică și Pedagogică, 1980, p. 127<ref> De exemplu:
{\displaystyle (a+b{\sqrt {d}})(a-b{\sqrt {d}})=a^{2}-db^{2},}
Nici suma a două expresii conjugate nu mai conține radicali:
{\displaystyle (a+b{\sqrt {d}})+(a-b{\sqrt {d}})=2a,}

## Aplicație
Această proprietate este utilizată la raționalizarea fracțiilor prin eliminarea unei rădăcini pătrate dintr-un numitor prin înmulțirea numărătorului și numitorului fracției cu conjugatul numitorului. Cazul tipic este:</ref name=N127/>
{\displaystyle {\frac {a_{1}+b_{1}{\sqrt {d}}}{a_{2}+b_{2}{\sqrt {d}}}}={\frac {(a_{1}+b_{1}{\sqrt {d}})(a_{2}-b_{2}{\sqrt {d}})}{(a_{2}+b_{2}{\sqrt {d}})(a_{2}-b_{2}{\sqrt {d}})}}={\frac {a_{1}a_{2}-db_{1}b_{2}+(a_{2}b_{1}-a_{1}b_{2}){\sqrt {d}}}{a_{2}^{2}-db_{2}^{2}}}.}
În particular
{\displaystyle {\frac {1}{a+b{\sqrt {d}}}}={\frac {a-b{\sqrt {d}}}{a^{2}-db^{2}}}.}